# Giulio Conti
Giulio Conti (Monte San Pietrangeli, 21 settembre 1939) è un politico italiano.

## Biografia
Laureato in medicina e chirurgia, nel 1956 si iscrive alla Giovane Italia e nel 1959 al Movimento Sociale Italiano. Dal 1978 al 1992 è stato consigliere comunale a Macerata.
Nel 1992 viene eletto deputato alla Camera, conferma il proprio seggio a Montecitorio con Alleanza Nazionale anche alle elezioni politiche del 1994 (ricoprendo il ruolo di Sottosegretario di Stato del Ministero della Salute nel governo Berlusconi I), del 1996, del 2001 e del 2006. Negli anni Duemila è responsabile dell'Ufficio Sanità di AN. Dal 1997 al 2006 è anche sindaco di Monte San Pietrangeli.
Ricandidato anche alle politiche del 2008 per il Popolo della Libertà, non viene eletto.
Nel 2011 diventa nuovamente sindaco di Monte San Pietrangeli, restando in carica fino al marzo 2014.
Successivamente è dirigente nazionale del movimento politico ambientalista Fronte Verde.